# هنري لويس لو شاتلييه
هنري لويس لو شاتلييه، (بالفرنسية: Henry Le Chatelier)‏، (8 أكتوبر 1850 - 17 سبتمبر 1936) كيميائي فرنسي برز في نهاية القرن التاسع عشر وبداية القرن العشرين. بحث كثيرًا في موضوع الإتّزان الكيميائي ونفّذ مشاهدات عديدة على عدد كبير من أنظمة إتزان كيميائي وعلى طريقة تغيّر تلك الأنظمة نتيجة تغيّر الشروط.وفي تلخيص مشاهداته قام بصياغة مبدأ سمّيَ على اسمه مبدأ لو شاتيليه، الذي يستخدمه الكيميائيون لتوقّع تأثير التغير في ظروف التفاعل على التوازن الكيميائي.
ينصّ مبدأ لو شاتلييه على أنّه عندما يسبب عامل خارجي خللًا في حالة الإتّزان الديناميكي، ينشط التّفاعل الذي يقلل من هذا الخلل، حتى الوصول إلى حالة إتّزان جديدة.

## السيرة الذاتية

### الطفولة والدراسة
ولد هنري لو شاتلييه في الثامن من أكتوبر سنة 1850 تحديدا في باريس، وهو ابن لويس لو شاتلييه ولويس دوراند.
كان والده مهندسا من خريجي المدرسة المتعددة التكنولوجية، وقد لعب دورا كبيرا في الصناعة الفرنسية في القرن التاسع عشر. حيث أنه شارك في ولادة الصناعة الفرنسية، وبالأخص صناعة الألمنيوم.
لدى هنري أخت واحدة تدعى ماري وأربع إخوة هم:
- لويس (1853 - 1928)
- ألفرد (1855 - 1929)
- جورج (1857 - 1935)
- آندريه (1861 - 1929).

كانت قد لقنته والدته تربية وتعليما عنيفا جدا ودقيقا كذلك، حيث قال مرة:
❞لقد اعتدت على نظام جد دقيق: يجب عليه الاستيقاظ في الساعة المحددة، وتحضير وجباته ودروسه في وقت محدد كذلك، والأكل عند الوجبات فقط ... حافظت في كامل حياتي على احترام الأمر والقانون، الأمر من بين أفضل الأشكال للتحضر❝.
أنهى دراسته في ثانوية رولينا باريس، وبعد سنة واحدة فقط من اختصاص الرياضيات، ذخل على غرار والده إلى المدرسة المتعددة التكنولوجية كان ذلك سنة 1869 (كان عمره حينها 19 سنة). وبعد مسار دراسي رائع (تفوق على الكل في دُفعته)، اتجه صوب المدرسة الوطنية العليا للمناجم في باريس سنة 1871. وقد اعتاد على زيارة مختبر زميله هنري سانت-كلير ديڤيل في مدرسة الأساتذة العليا، وخلال هذه الفترة كان يتابع أيضا دراساته الأدبية، حيث أعطى قيمة كبيرة للبشرية جمعاء، ودافع عن عدد كبير من الدراسات الأدبية في التعليم.
في 11 سبتمبر 1870، وشأنه شأن باقي طلاب المدرسة المتعددة التكنولوجية، أصبح يُطلق عليه تحت-ملازم (sous-lieutenant). كما شارك في حصار باريس.
تزوج لويس بجينيفر نيكولاس، صديقة العائلة، وشقيقة لأربع تقنيين (خريجي المدرسة المتعددة التكنولوجية). وولدا معا 4 فتيات و3 شباب.

### مسيرته
على الرغم من تعليمه الهندسي، وكذلك اهتمامه بالمشاكل الصناعية، فضل متابعة مهمة أستاذ وباحث في علم الكيمياء.
سنة 1887، شرح درس في الكيمياء العامة وذلك عند التحضير لولوج المدرسة الوطنية العليا للمناجم في باريس، وقد حصل في هذه المدرسة سنة 1897 على كرسي الكيمياء الصناعية وقد حافض عليه وانفرد به. كما أنه حاول أن يحصل على نفس المقعد في المدرسة المتعددة التكنولوجية ما بين 1884 و1897 لكنه فشل في ذلك.
كما كان هنري وارث بول شوتزبنغر في مقعد الكيمياء المعدنية في كوليج دو فرانس، بعد ذلك نجح في الحصول على مقعد الكيمياء العامة حيث أزاح هنري مواسان من كلية العلوم بباريس، لكنه فقده في سنة 1925 لصالح آندري جوب
أما المواضيع التي ناقشها وعالجها في كوليج دو فرانس فكانت:
- ظاهرة احتراق جسم مع الأوكسجين (1998)
- نظرية التوازنات الكيميائية، قياس درجة الحرارة المرتفعة، وكذلك ظواهر التفكيك الكيميائي (1899 - 1898)
- خواص خليط من معدنين أو أكثر (1899 - 1900)
- خليط من معدن الحديد (1900 - 1901)
- طرق عامة في تحليل الكيمياء (1901- 1902)
- قوانين عامة في ميكانيك الكيمياء (1903)
- ثاني أكسيد السليكون ومكوناته (1905 - 1906)
- بعض تطبيقات المفاهيم الرئيسية للكيمياء (1906 - 1907)
- خواص المعادين وبعض المحاليل (1907)

هذا وقد انتخب للأكاديمية الفرنسية للعلوم بعد خمس محاولات سابقة.

## أعماله العلمية

### أعماله
عرف هنري لو شاتلييه في الكيمياء ب:
- مبدأ التوازن الكيميائي
- اختلاف ذوبان الأملاح في محلول مثالي

كما نشر حوالي ثلاثين نقاشا حول هذان الموضوعان ما بين سنة 1884 و1914.
نتائجه حول التوازنات الكيميائية ثم نشرها من طرف الأكاديمية الفرنسية للعلوم بباريس سنة 1885. كما قام هنري بعدد كبير من الأعمال في موضوع استخراج المعادن من الأرض.

### مبدأ التوازن الكيميائي
كما سمي هذا المبدأ باسمه.
❞أي تعديل في عامل من عوامل التوازن الكيميائي يمكن أن يهيج التفاعل الكيميائي، بحيث يكون اتجاه هذا التفاعل في المنحى المعاكس للمعامل المُعَدَّل.❝
هذا القانون أو المبدأ النوعي يمكن من معرفة تنقل واتجاه التوازن الكيميائي في تفاعل كيميائي ما.

## عصره
كرس هنري جزئا مهما من أعماله للصناعة، حيث أنه عمل كمهندس نصوح قرب شركة لصنع الجبس و الإسمنت. أما الأطروحة التي ناقشها من أجل حصوله على الدكتوراه فكانت تتعلق ب【 مكونات مدفع الهاون المائية】
كانت له نظرة ورؤية علمية وذلك بسبب طريقته العلمية والهندسية في المناقشة والتحليل، وقد كتب مقدمة حول استخراج المعادن من الأرض، نُشر هذا الاستهلال كرقم واحد في مجلة مهتمة بنفس الموضوع الذي هو استخراج المعادن من الأرض. كما يعتبر هنري واحد من الأشخاص الذين أكدوا ونشروا نظريات فريديرك وينسلو تايلور، حيث نشر سنة 1928 كتابا عنونه ب 【تايلوريزم】(بالفرنسية:  Taylorisme)‏.
سياسيا، أصبح هنري محافظ. وفي سنة 1934 أخد مكانا في صحيفة عامة بروكسلية تهتم بالاقتصاد العالمي، كما كانت معارضة للقانون الفرنسي والذي كان ينص على على عمل 40 ساعة أسبوعيا، على عكس معظم العلماء في ذلك الوقت، وعلى الرغم من أن بعض أفكاره كانت مضادة للبرلمانيين، إلا أنه ابتعد عن الحركات اليمينية المتطرفة
يعد هنري لو شاتلييه أحد المؤسسين لصحيفة تهتم باستخراج المعادن من الأرض، هذه الصحيفة والتي كانت نشيطة جدا في إطار سياسة التحفيز على الصناعة الوطنية.

## منشوراته
نشر هنري عددا كبيرا من المقالات، المنشورات والحورات العلمية، كما نشر أيضا 11 كتابا:
① فرنسوا إيرنست مالارد وهنري لو شاتلييه ... أبحاث تجريبية ونظرية حول احتراق جسم مع الأوكسجين في محاليل غازية قابلة للانفجار سنة 1883.
② هنري لو شاتلييه ... أبحاث تجريبية حول الإسمنت المائي سنة 1887. (90 صفحة)
③ هنري لو شاتلييه ... أبحاث تجريبية ونظرية حول التوازنات الكيميائية سنة 1888. (125 صفحة)
④ هنري لو شاتلييه وأوكتاڤ بودوارد ... قياس درجات حرارة مرتفعة سنة 1900. (220 صفحة)
⑤ هنري لو شاتلييه ... أبحاث تجريبية حول المكونات المائية لمدفع الهاون سنة 1904. (196 صفحة)
⑥ هنري لو شاتلييه ... دروس حول الكربون، احتراق جسم مع الأكسجين، القوانين الكيميائية سنة 1908. (456 صفحة)
⑦ هنري لو شاتلييه ... مقدمة في دراسة التعدين سنة 1912. (528 صفحة)
⑧ هنري لو شاتلييه ... ثاني أكسيد السليكون وسليكات سنة 1914. (574 صفحة)
⑨ هنري لو شاتلييه ... العلوم والصناعة سنة 1925. (288 صفحة)
⑩ هنري لو شاتلييه ... التايلوريزم سنة 1934. (238 صفحة)
⑪ هنري لو شاتلييه ... طريقة في العلوم التجريبية سنة 1936. (319 صفحة)

## الجوائز والامتيازات
- مدالية گوستاف تراسنستر من جامعة لييج (1910).
- ميدالية بيسمر گولد (1911).[15]
- ميدالية ديفي من الجمعية الملكية (1916)
- طبيب هونوريس كوزا (1912)
- رتبة فارس (1887)
- رتيب (1908)
- قائد (1919)
- رتيب كبير (1927)

## اقرأ أيضاً
- مبدأ انزياح التوازن

## روابط خارجية
- هنري لويس لو شاتلييه على موقع الموسوعة البريطانية (الإنجليزية)